# My Life Story
My Life Story — британская инди-поп-группа, созданная в начале 90-х годов и долгое время считавшаяся представителем стиля брит-поп.
Организатор (а заодно и автор песен и вокалист) Джейк Шиллингфорд создал My Life Story в 1991 году в Лондоне.
Название группа унаследовала от более ранней группы, в которой также участвовал Шиллингфорд.

## Дискография

### Альбомы
- 1994 — Mornington Crescent
- 1997 — The Golden Mile
- 1998 — Mornington Crescent
- 2000- Joined Up Talking
- 2006 — Sex & Violins
- 2006 — Megaphone Theology

### Синглы
- 1986 — «Home Sweet Zoo»
- 1993 — «Girl A, Girl B, Boy C»
- 1994 — «Funny Ha Ha»
- 1995 — «You Don’t Sparkle (In My Eyes)»
- 1995 — «The Mornington Crescent Companion EP»
- 1996 — «12 Reasons Why I Love Her»
- 1996 — «Sparkle»
- 1997 — «The King Of Kissingdom»
- 1997 — «Strumpet»
- 1997 — «Duchess»
- 1998 — «If You Can’t Live Without Me Then Why Aren’t You Dead Yet?»
- 1999 — «It’s A Girl Thing»
- 1999 — «Empire Line»
- 2000 — «Walk/Don’t Walk»